# Teatro meridionale della guerra d'indipendenza americana
Il teatro meridionale della guerra d'indipendenza americana ricomprende l'insieme delle operazioni belliche della guerra d'indipendenza americana svoltesi nel territorio delle più meridionali delle Tredici colonie originali, ovvero le attuali Virginia, Carolina del Nord, Carolina del Sud e Georgia.
Nel corso della prima fase del conflitto, tra il 1775 e il 1778, i più importanti scontri della guerra ebbero luogo nelle regioni settentrionali delle Tredici colonie e il sud rappresentò un teatro di guerra secondario; le colonie del meridione furono ampiamente dominate dai sostenitori della rivoluzione fin dalle prime fasi, e le milizie ribelli risultarono ben presto vittoriose negli scontri con i "lealisti" locali. La situazione però mutò alla fine del 1778: abbandonata la speranza di impedire la completa indipendenza degli Stati Uniti d'America dopo la sconfitta riportata nella battaglia di Saratoga e l'entrata in guerra del Regno di Francia, il Regno di Gran Bretagna puntò a riconquistare quantomeno le colonie del sud, le cui esportazioni agricole erano importanti per l'economia dell'Impero britannico.
Nel dicembre 1778 le forze britanniche occuparono la città di Savannah e fondamentalmente sottomisero l'intera colonia della Georgia; seguì una campagna in Carolina del Sud ad opera del generale Henry Clinton, conclusasi con una devastante sconfitta per le forze americane nel corso dell'assedio di Charleston nel maggio 1780. Clinton lasciò nel sud una vasta armata sotto il comando del generale Charles Cornwallis, ma dopo una nuova sconfitta nella battaglia di Camden le forze americane, ora comandate dal generale Nathanael Greene, evitarono altri grandi scontri campali e adottarono una strategia d'attrito contro i britannici; in Carolina del Sud si sviluppò quindi una violenta guerriglia sfociata in una vera e propria guerra civile tra rivoluzionari e lealisti locali. Esasperato, Cornwallis condusse la sua armata in Virginia nel tentativo di tagliare le linee di rifornimento dei ribelli, ma fu intrappolato a Yorktown dalle forze congiunte franco-statunitensi di Washington e Rochambeau; la resa di Cornwallis al termine dell'assedio di Yorktown il 19 ottobre 1781 decise l'esito non solo delle operazioni nel sud ma anche dell'intera guerra d'indipendenza.

## La rivoluzione prende piede, 1775-1778

### Virginia e Georgia

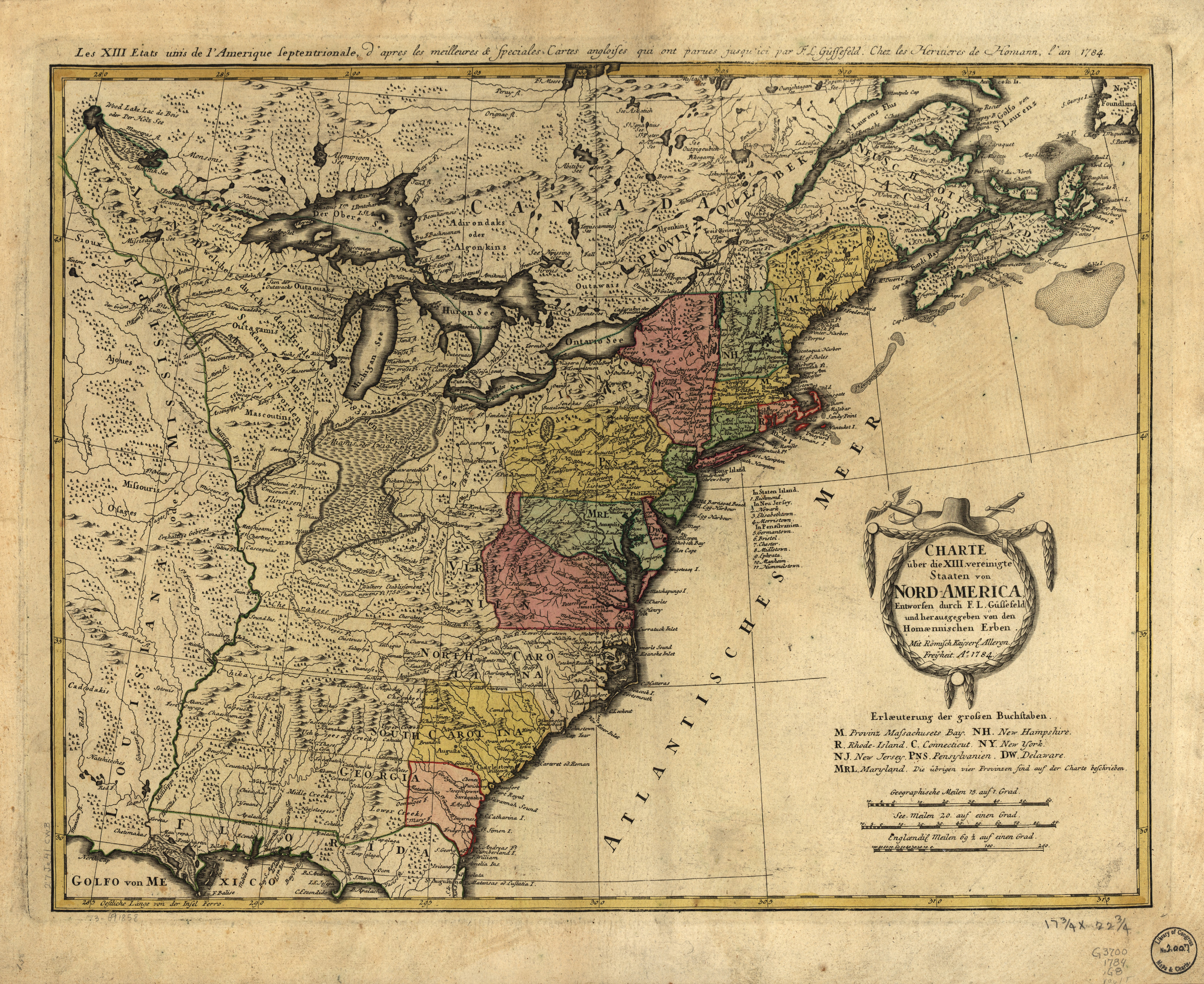
Le Tredici colonie in una carta dell'epoca

La condizione delle più meridionali delle Tredici colonie (la Colonia della Virginia, la Provincia della Carolina del Nord, la Provincia della Carolina del Sud e la Provincia della Georgia) differiva sotto molti aspetti da quelle delle colonie situate più a nord. Il clima consentiva la coltivazione di prodotti agricoli che non potevano essere prodotti in Gran Bretagna, primi tra tutti il tabacco, il riso e l'indaco, i quali quindi erano destinati primariamente all'esportazione verso la madrepatria; di contro, le altre colonie producevano principalmente beni destinati al consumo interno o all'esportazione verso le vicine colonie britanniche dei Caraibi. A differenza che al nord, le attività agricole del sud erano portate avanti da una gran massa di schiavi africani (all'epoca della rivoluzione, i due terzi della popolazione della Carolina del Sud erano rappresentati da schiavi), il che rendeva le colonie particolarmente sensibili e contrarie a ogni accenno all'abolizione della schiavitù o all'emancipazione delle popolazioni nere; il potere era fondamentalmente detenuto dalla classe dei ricchi proprietari terrieri, il che acuiva le tensioni sociali con la massa della popolazione priva di appezzamenti propri. Ulteriore fonte di tensioni era il fatto che l'anglicanesimo era stabilito come religione di Stato in tutte le colonie del sud, con la conseguente imposizione a tutta la popolazione di tasse locali per il sostentamento della chiesa anglicana; tale fatto era, come ovvio, unanimemente avversato da tutte le confessioni non anglicane.
Già pochi giorni dopo i fatti della battaglia di Lexington (19 aprile 1775) e lo scoppio formale della guerra d'indipendenza, nella maggior parte delle colonie i governatori di nomina regia si affrettarono ad abbandonare le loro capitali lasciando il potere in mano ai comitati dei rivoluzionari americani. Nella colonia della Virginia, tuttavia, il governatore John Murray, IV conte di Dunmore (Lord Dunmore), decise di opporre resistenza: il 20 aprile, nel corso del cosiddetto "incidente della polvere da sparo", il governatore ordinò di rimuovere un quantitativo di polvere da sparo ammassato in un magazzino di Williamsburg e di caricarlo a bordo di una nave britannica ancorata sul fiume James; davanti ai primi segni di ribellione nella colonia, la mossa era intesa a privare dei rifornimenti bellici la milizia locale, controllata dai patrioti americani. Un'unità della milizia della Virginia guidata da Patrick Henry minacciò di ricorrere alla forza per impedire la mossa del governatore, anche se poi la crisi rientrò pacificamente dopo che Dunmore ebbe offerto di pagare i virginiani per la polvere da sparo ottenuta. Il governatore tentò più volte nei mesi seguenti di procurarsi equipaggiamenti militari e rifornimenti, atti che però furono spesso anticipati dalla milizia che svuotò i magazzini prima dell'arrivo degli uomini del governatore.

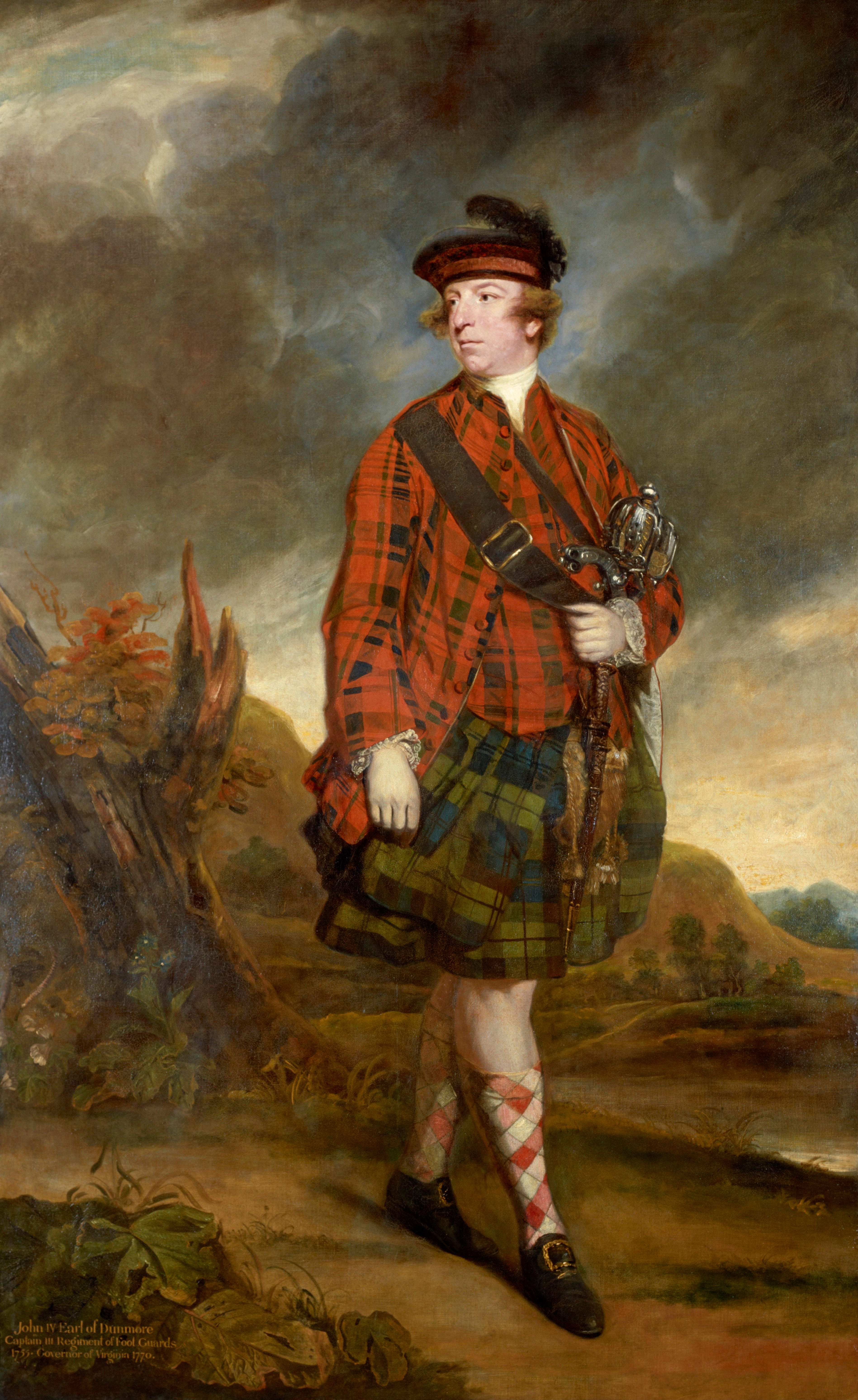
John Murray, IV conte di Dunmore, in un quadro del 1765

Temendo per la sua incolumità, Dunmore lasciò Williamsburg nel giugno 1775 e si trasferì a Norfolk, città portuale sorvegliata dalle navi della Royal Navy e con una notevole presenza tra la popolazione di "lealisti" contrari alla rivoluzione. Dunmore iniziò a mettere assieme una piccola forza militare composta da un pugno di truppe regolari del British Army, marinai della Royal Navy e miliziani lealisti, e per tutto il mese di ottobre condusse incursioni contro le posizioni dei rivoluzionari lungo la costa della Virginia. Dunmore si sentì sufficientemente sicuro della sua posizione da emettere, il 7 novembre, un proclama in cui si prometteva la libertà per tutti quegli schiavi africani che avessero abbandonato i loro padroni di tendenze rivoluzionarie e si fossero offerti di combattere per la Gran Bretagna; circa 600 schiavi fuggirono dalle piantagioni e si rifugiarono sotto la protezione di Dunmore.
Le incursioni delle forze di Dunmore approdarono al primo scontro campale il 15 novembre, quando nel corso della battaglia di Kemp's Landing un'inesperta forza di miliziani virginiani fu facilmente dispersa dalle unità regolari del governatore; tuttavia Dunmore subì una pesante sconfitta il 9 dicembre seguente nella battaglia di Great Bridge: lasciando la protezione delle sicure fortificazioni di Norfolk, Dunmore attaccò una postazione trincerata di miliziani della Virginia e della Carolina del Nord guidati da William Woodford, venendo però sanguinosamente respinto e perdendo nell'azione un terzo delle sue forze. Incalzato dai rivoluzionari, Dunmore si ritirò a Norfolk per poi ripiegare a bordo delle navi della Royal Navy, imitato dagli abitanti lealisti della città; il 1º gennaio 1776 i rivoluzionari occuparono Norfolk, dopo che nel corso di vari scontri e schermaglie un vasto incendio ebbe distrutto buona parte della città. Dunmore si ritirò su un'isola della Baia di Chesapeake, e non mise più piede sul suolo della Virginia.
Mentre nelle colonie più a nord prendevano vita i primi scontri armati tra "ribelli" e "giubbe rosse", in Georgia la situazione rimase tranquilla al punto che il governatore regio James Wright poté rimanere in carica nonostante i rivoluzionari controllassero ormai l'assemblea coloniale; la situazione mutò nel gennaio 1776, quando una piccola flotta britannica gettò inaspettatamente l'ancora nel porto di Savannah. Tanto i lealisti che i rivoluzionari locali erano convinti che la flotta fosse incaricata di fornire supporto militare al governatore, che fu subito fatto arrestare per ordine dell'assemblea; in realtà, le navi erano incaricate di recuperare delle vettovaglie (in particolare, rifornimenti di riso) per la guarnigione britannica tagliata fuori e assediata a Boston. Wright fuggì dalla prigionia e si rifugiò a bordo delle navi; seguirono quindi, ai primi di marzo, scontri tra la milizia rivoluzionaria e le navi britanniche, la cosiddetta "battaglia delle navi del riso": i britannici riuscirono a impossessarsi di parte dei rifornimenti che erano stati inviati a prendere, ma dovettero lasciare Savannah e tutta la colonia in mano ai ribelli.

### Le due Carolina

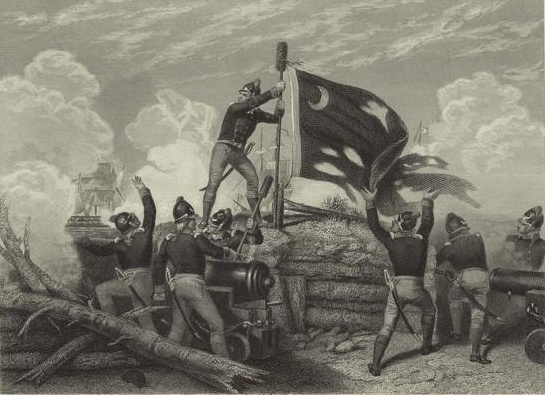
Stampa del XIX secolo raffigurante la battaglia dell'Isola di Sullivan

Quando la guerra ebbe inizio, la popolazione della Carolina del Sud si ritrovò politicamente divisa in due: le comunità insediate lungo la costa, dominate dalla grande città portuale di Charleston, erano fortemente schierate per la rivoluzione, mentre le regioni dell'entroterra vedevano invece la presenza di un gran numero di simpatizzanti lealisti; entro l'agosto 1775, entrambe le parti stavano radunando milizie armate. Le ostilità si aprirono in settembre, quando la milizia rivoluzionaria occupò senza incontrare opposizione Fort Johnson, la principale fortificazione di Charleston, e obbligò il governatore regio William Campbell a trovare rifugio a bordo di una nave britannica ancorata nel porto.
Il primo combattimento si ebbe il 19 novembre, quando la cattura da parte dei lealisti di un carico di polvere da sparo e munizioni destinato ai Cherokee portò all'inconcludente primo assedio di Ninety Six nella Carolina del Sud occidentale. I ranghi dei rivoluzionari stavano ormai superando quelli dei lealisti, e tra novembre e dicembre una grande spedizione (battezzata "campagna della neve" per via delle abbondanti nevicate inusuali per la regione) di circa 5 000 miliziani ribelli al comando del colonnello Richard Richardson riuscì a catturare o obbligare alla fuga gran parte dei leader lealisti della Carolina. Parte dei lealisti trovò rifugio nelle terre dei Cherokee, i quali misero in atto una rivolta in supporto della Gran Bretagna; una combinazione di forze della milizia della Virginia e di entrambe le Carolina fu però ben presto in grado di domare la rivolta nel sangue, devastando un'ampia parte delle terre dei Cherokee.
Per poter organizzare qualsiasi operazione bellica nelle colonie del sud, era cruciale per i britannici impossessarsi di un grande porto in cui fosse possibile sbarcare con sicurezza uomini e rifornimenti. Una spedizione in tal senso fu organizzata con truppe provenienti dalla stessa Europa, mentre i lealisti della Carolina del Nord furono incoraggiati a radunarsi e organizzarsi; tuttavia, la partenza della spedizione subì un notevole ritardo e i lealisti della Carolina del Nord subirono una decisiva sconfitta campale nella battaglia di Moore's Creek Bridge il 22 febbraio 1776. Quando infine le navi con le truppe regolari del generale Henry Clinton arrivarono al largo della Carolina del Nord in maggio, le condizioni per uno sbarco in sicurezza erano svanite e il generale decise di dirigere altrove. Ricognitori segnalarono come miglior luogo di sbarco il porto di Charleston, le cui fortificazioni erano ritenute incomplete e vulnerabili; il 28 giugno le forze di Clinton diedero l'assalto alle fortificazioni dell'Isola di Sullivan, che dominavano l'accesso al porto: l'azione si rivelò un grave insuccesso per i britannici, e Clinton dovette abbandonare ogni progetto di spedizione nel sud e portare le sue forze in supporto dell'armata principale radunata a New York.

### Gli attacchi alla Florida
I rivoluzionari della Georgia lanciarono varie spedizioni contro la guarnigione britannica insediata a St. Augustine nella colonia della Florida orientale: questa guarnigione supportava attivamente le attività dei lealisti qui rifugiati dalle colonie del sud, e da St. Augustine partivano frequenti razzie di bestiame e altri rifornimenti nella Georgia meridionale.
Un primo tentativo di prendere St. Augustine fu organizzato dal generale Charles Lee, comandante del Dipartimento meridionale del neonato "Esercito continentale" americano, ma fu abbandonato quando Lee venne richiamato in forza all'armata principale nel nord. Il governatore della Georgia Button Gwinnett organizzò una seconda spedizione nel 1777, con solo un minimo supporto da parte del nuovo comandante del Dipartimento del sud, generale Robert Howe; anche questa spedizione fu un fiasco: Gwinnett e il comandante della sua milizia, Lachlan McIntosh, si rivelarono incapaci di andare d'accordo, e le compagnie della milizia della Georgia penetrate in Florida furono sconfitte dai britannici nella battaglia di Thomas Creek il 17 maggio. Una terza spedizione prese vita all'inizio del 1778: più di 2 000 tra regolari dell'Esercito continentale e miliziani della Georgia furono radunati per l'occasione, ma i dissidi tra il generale Howe e il governatore John Houstoun minarono ancora una volta lo sforzo americano. La sconfitta patita ad opera dei britannici nella battaglia di Alligator Bridge il 30 giugno 1778, combinata con il clima tropicale della regione e i dissidi in seno al comando americano, portarono infine all'abbandono di ulteriori spedizioni nella Florida orientale per tutta la durata della guerra.

## La campagna britannica nel sud, 1779-1780

### Un mutato quadro strategico

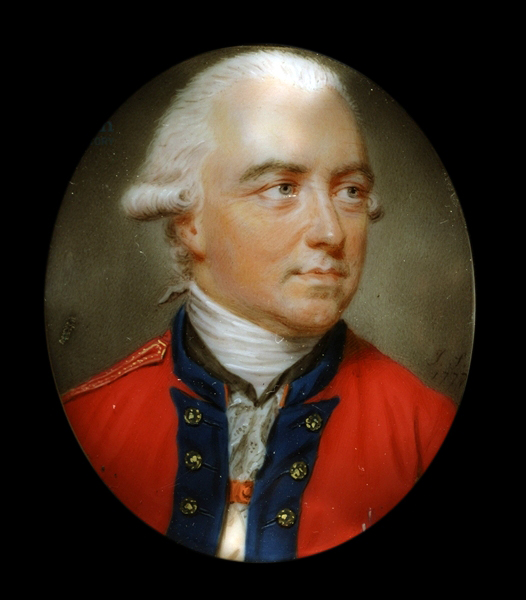
Ritratto del 1777 raffigurante Henry Clinton, comandante in capo britannico in America dal 1778 al 1782

Nel corso della prima fase del conflitto, tra il 1775 e il 1778, gli scontri più importanti si erano svolti nel teatro di guerra settentrionale: dopo aver perso Boston, i britannici si erano riscattati respingendo un'invasione americana del Canada e quindi conquistando New York pur senza riuscire a infliggere una decisiva sconfitta all'Esercito continentale di George Washington. La situazione era tornata in bilico dopo la pesante sconfitta britannica nella campagna di Saratoga, mentre la spedizione lanciata dalle forze britanniche del generale William Howe in Pennsylvania si era rivelata sterile di risultati e si era conclusa con il rientro dell'armata a New York e la sostituzione di Howe come comandante in capo britannico in America con il generale Clinton.
Il quadro strategico del conflitto mutò nel febbraio 1778, quando il Regno di Francia siglò un trattato di alleanza con gli Stati Uniti e scese in guerra contro la Gran Bretagna. Messo davanti alla prospettiva di un conflitto su scala globale con una grande potenza europea, il governo di Lord North si rese conto di non avere le forze per sopprimere la ribellione americana e impedire l'indipendenza delle Tredici colonie, e dovette accontentarsi di puntare a un risultato di compromesso. Se prima la strategia britannica era stata rivolta alla conquista del New England, ritenuto non a torto come principale centro propulsivo della rivoluzione, ora invece fu rivolta a ottenere la sottomissione delle sole colonie meridionali: le esportazioni agricole del sud avevano grande importanza commerciale per la Gran Bretagna, e si riteneva che la regione ospitasse ancora un gran numero di lealisti che potevano essere reclutati per rimpolpare gli scarni ranghi dell'esercito britannico in America. Il mantenimento nell'Impero britannico delle quattro colonie del sud avrebbe reso un fatto meno rilevante l'indipendenza delle nove colonie del nord: economicamente impoveriti dalla perdita delle regioni agricole meridionali e circondati su tutti i lati da territori britannici, gli Stati Uniti indipendenti avrebbero probabilmente compreso con il tempo tutti i benefici di una riconciliazione con la loro ex madrepatria.

### L'invasione della Georgia

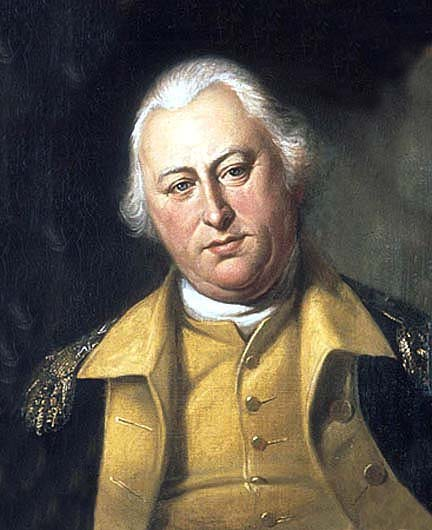
Benjamin Lincoln, lo sfortunato comandante delle forze americane nel sud, in un ritratto dell'epoca

La nuova "strategia del sud" britannica prese vita nel novembre 1778, quando una forza di spedizione forte di 3 500 uomini agli ordini del tenente colonnello Archibald Campbell salpò da New York diretta in Georgia. Il primo obiettivo fu il porto di Savannah, difeso da appena 850 truppe americane tra regolari continentali del generale Howe e miliziani locali: il 29 dicembre, al termine di duri scontri, le forze britanniche catturarono Savannah prendendo prigionieri i due terzi della forza americana. Nei giorni successivi fu restaurata l'autorità del governatore regio James Wright, l'assemblea coloniale tornò sotto il controllo dei lealisti e varie unità della milizia passarono agli ordini dei britannici.
Alla metà di gennaio 1779 il generale Augustine Prévost raggiunse Savannah da St. Augustine, prendendo diversi avamposti degli americani lungo la strada. Prevost assunse il comando delle forze britanniche in Georgia, e distaccò Campbell con una forza di 1 000 uomini in direzione di Augusta nell'entroterra per assicurarsi il controllo della città e reclutare nuove unità di lealisti. I resti delle forze americane scampate al disastro di Savannah si erano rifugiati a Purrysburg, circa 20 km più a nord di Savannah al confine con la Carolina del Sud, dove furono raggiunti da una forza di continentali guidata dal generale Benjamin Lincoln, nominato nuovo comandante del Dipartimento del sud. Washington si rifiutò categoricamente di impoverire i ranghi della sua armata raccolta nella zona di New York per inviare rinforzi al sud, minimizzando l'importanza delle azioni britanniche nella regione; il Congresso dovette quindi predisporre il reclutamento di nuove truppe da inviare nel sud, e i ranghi della forza di Lincoln crebbero lentamente.
All'inizio del febbraio 1779, Prevost distaccò un piccolo contingente per occupare la città di Beaufort poco oltre il confine con la Carolina del Sud, una mossa probabilmente intesa a distogliere l'attenzione di Lincoln dall'avanzata di Campbell su Augusta; Lincoln rispose a sua volta inviando un distaccamento a contrastare i britannici, ma la battaglia di Beaufort il 3 febbraio si rivelò un episodio largamente indecisivo ed entrambe le forze rientrarono alle loro basi. Nel mentre, Campbell aveva preso il controllo di Augusta senza troppa resistenza e i lealisti locali iniziarono a radunarsi sotto le sue bandiere. Benché Campbell fosse riuscito a reclutare più di 1 000 uomini nell'arco di due settimane, non fu in grado di prevenire una sconfitta delle forze lealiste nella battaglia di Kettle Creek il 14 febbraio ad opera della milizia ribelle guidata da Andrew Pickens, una chiara dimostrazione dell'incapacità dei britannici nel fornire protezione ai lealisti della Georgia. Campbell abbandonò quindi Augusta, pressato anche dall'arrivo di più di 1 000 miliziani della Carolina del Nord al comando del generale John Ashe; nel rientrare a Savannah, Campbell cedette il comando della sua forza al tenente colonnello Jacques Marcus Prevost, fratello minore di Augustine Prevost: il giovane Prevost organizzò un'imboscata ai danni delle truppe di Ashe che lo inseguivano, finite quasi completamente distrutte nel corso della battaglia di Brier Creek il 3 marzo.

### Il fallito tentativo di riprendere Savannah

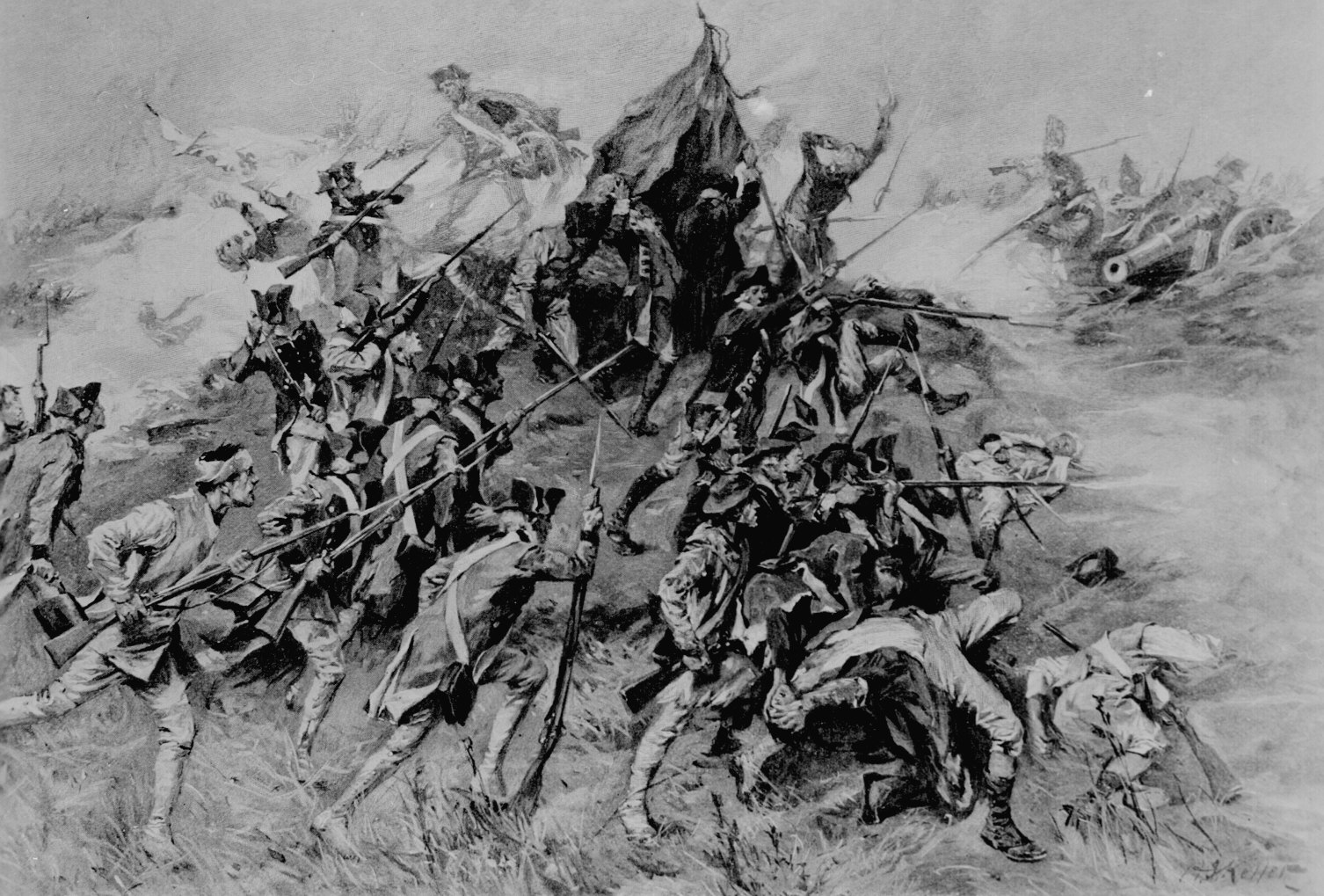
Il fallito attacco franco-americano a Savannah in una stampa del XIX secolo

Entro l'aprile 1779, Lincoln era stato rinforzato da un gran numero di reparti della milizia della Carolina del Sud nonché da rifornimenti militari sbarcati da contrabbandieri olandesi nel porto di Charleston, e decise quindi di muovere su Augusta. Lasciati 1 000 uomini a Purrysburg per sorvegliare i movimenti delle truppe di Augustine Prevost, Lincoln si mise in marcia verso nord il 23 aprile. Prevost reagì inviando il 29 aprile una forza di 2 500 uomini da Savannah a Purrysburg: gli americani rifiutarono lo scontro e indietreggiarono fino a Charleston, e Prevost avanzò fino a 16 chilometri dalla città prima di incontrare le prime resistenze il 10 maggio. Due giorni dopo, i britannici intercettarono un messaggio che riferiva che Lincoln, informato dell'avanzata di Prevost, stava velocemente rientrando da Augusta per difendere Charleston; privo di artiglieria pesante con cui condurre un assedio e con solo 2 100 uomini ai suoi ordini (meno dei miliziani che difendevano la città), Prevost si ritirò su un'isola a sud-ovest di Charleston lasciando una retroguardia trincerata nei pressi del villaggio di Stono Ferry per coprire il suo ripiegamento. Una volta giunto a Charleston, Lincoln inviò una forza di 1 200 uomini, in maggioranza miliziani poco addestrati, all'inseguimento di Prevost; questa forza subì una dura sconfitta il 20 giugno nella battaglia di Stono Ferry, e poco dopo la retroguardia britannica si riunì alle forze di Prevost.
Mentre Prevost tentava la sua mossa offensiva su Charleston, il grosso delle forze britanniche agli ordini di Clinton era rimasto sostanzialmente inattivo a New York, paralizzato dalla mancanza di rinforzi e dalle minacciose avvisaglie circa l'imminente arrivo nelle acque americane di una grossa flotta francese. A maggio, tuttavia, Clinton distaccò sei navi da guerra e 1 800 soldati sotto il generale Edward Mathew per compiere una campagna di incursioni lungo la costa della Virginia; giunto completamente inaspettato per gli americani, il cosiddetto "raid di Chesapeake" fu un buon successo per i britannici, che distrussero cantieri navali, affondarono o catturarono circa 130 navi, razziarono depositi, incendiarono piantagioni e liberarono 1 500 schiavi. L'incursione causò gravi danni economici alla colonia e scosse il morale dei rivoluzionari locali.
Se Washington attendeva la flotta francese per bloccare e assediare le forze di Clinton a New York, il Congresso fece invece pressioni perché le navi dell'ammiraglio Charles Henri d'Estaing, reduci da diversi successi contro le colonie britanniche nei Caraibi, facessero rotta su Savannah e aiutassero Lincoln a riprendere la città. D'Estaing accontentò quest'ultima richiesta e a inizio settembre raggiunse Tybee Island, collegandosi alle truppe di Lincoln per iniziare l'assedio di Savannah. La forza franco-statunitense poteva contare su circa 7 700 uomini, ma perse diverso tempo a radunare i reparti della milizia e a condurre inutili trattative per una cessione pacifica della città, consentendo a Prevost (le cui truppe erano più o meno la metà di quelle nemiche) di fortificarsi a dovere. Il 4 ottobre l'artiglieria alleata aprì il fuoco su Savannah, ma nonostante una settimana di cannoneggiamento le difese britanniche subirono pochi danni e quando il 9 ottobre i franco-americani sferrarono il loro attacco furono sanguinosamente respinti. Dopo essere rimasto a bloccare la città ancora per qualche giorno, d'Estaing fece vela per l'Europa mentre Lincoln riportò le sue truppe a Charleston, lasciando Savannah nelle mani dei britannici.

### La caduta di Charleston

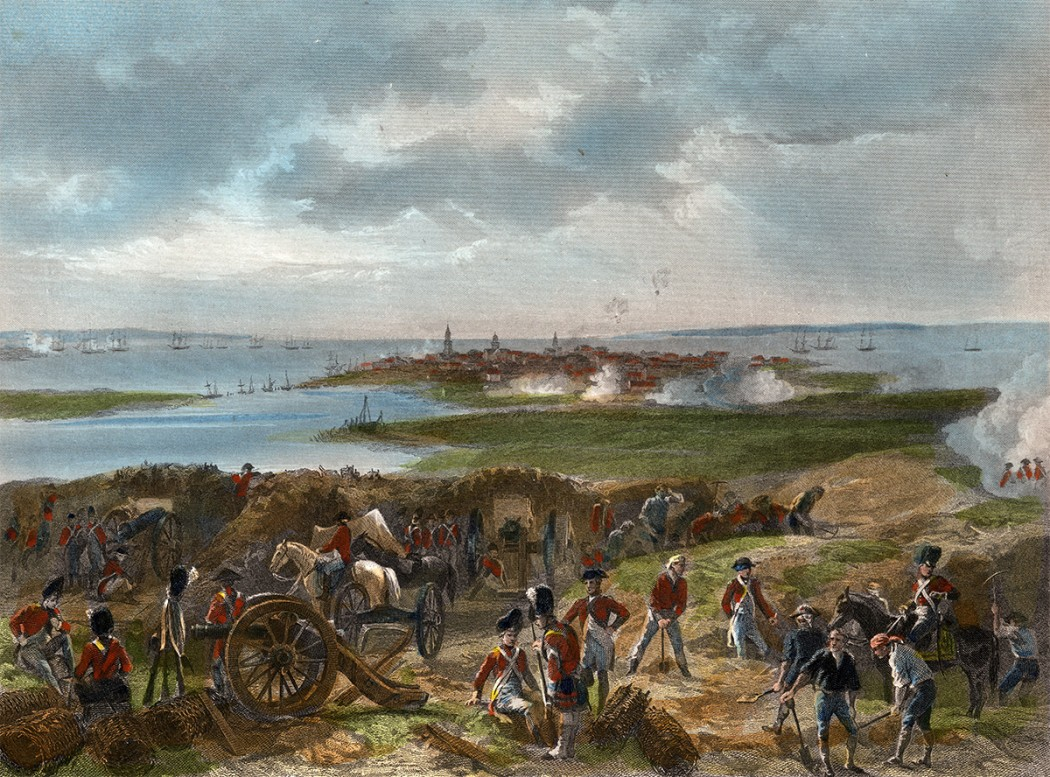
L'assedio di Charleston in un quadro del XIX secolo

La partenza della flotta francese convinse infine Clinton ad agire, e il 25 dicembre 1779 il generale lasciò New York con una flotta di 90 navi e un'armata di 8 700 uomini facendo vela per Charleston; la destinazione dei britannici non rimase sconosciuta agli americani, e Washington si convinse a distaccare 2 500 regolari dalle sue forze per inviarli in aiuto di Lincoln, mentre il Congresso mobilitava altri continentali per rafforzare le difese della città.
Le truppe di Clinton presero terra a sud di Charleston l'11 febbraio 1780, iniziando la marcia verso la città attraverso un difficile terreno pieno di acquitrini. Ai primi di marzo i britannici avevano bloccato il porto di Charleston dal mare, mentre con l'arrivo di rinforzi da Savannah e il reclutamento di lealisti locali le forze di Clinton erano salite a più di 10 000 uomini; dentro la città, il generale Lincoln aveva ai suoi ordini circa 2 650 continentali regolari e 2 500 miliziani, ben protetti da una serie di estese fortificazioni. Pressato dai funzionari governativi locali che gli ordinavano di difendere la città, Lincoln dovette scartare l'opzione di ritirarsi nell'interno per condurre una guerriglia e accettò di resistere all'assedio dei britannici. Clinton si affrettò a tagliare le ultime linee di comunicazione di Lincoln, un risultato pienamente ottenuto grazie alle vittorie riportate dai lealisti del colonnello Banastre Tarleton nelle battaglie di Monck's Corner il 14 aprile e di Lenud's Ferry il 6 maggio; Charleston si ritrovò così completamente circondata e sotto assedio.

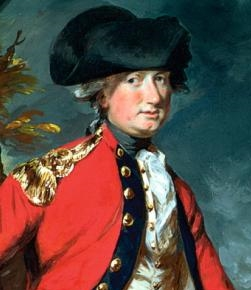
Ritratto di Charles Cornwallis, comandante delle forze britanniche nel sud dal giugno 1780

Il bombardamento di Charleston iniziò la prima settimana di aprile; mentre Clinton portava avanti metodicamente le sue operazioni d'assedio, varie unità della milizia della Carolina del Sud provenienti dall'entroterra della colonia si rifiutarono di dirigere su Charleston, decisione frutto della tradizionale inimicizia nei confronti della città. Senza possibilità di uscire dalla città e costantemente sottoposto a bombardamenti, alla fine Lincoln dovette capitolare. Dopo lunghi negoziati, Charleston si arrese il 12 maggio 1780: in quella che fu la più grande resa americana di tutta la guerra, i britannici catturarono circa 6 700 uomini (inclusi Lincoln, sei generali e due firmatari della Dichiarazione d'indipendenza degli Stati Uniti d'America, Thomas Heyward e Arthur Middleton), 400 pezzi d'artiglieria e 5 000 moschetti. Al prezzo di poche perdite, Clinton aveva catturato la più grande città e porto principale del sud, lasciando in rovina le forze americane nella regione: in effetti, a parte un contingente di continentali sotto il generale Johann de Kalb ancora in marcia per raggiungere Charleston dal nord, non vi era più alcun esercito americano in tutto il sud.
Clinton sfruttò rapidamente il suo successo: colonne di truppe britanniche si spinsero sino a Georgetown e Augusta, occupando l'intera costa compresa tra Savannah e Charleston; entro sei mesi dalla caduta della città, almeno 6 000 lealisti provenienti da entrambe le Carolina e dalla Georgia si erano arruolati nelle forze britanniche, mentre più di 1 000 schiavi abbandonarono le piantagioni dopo un proclama di emancipazione emesso dallo stesso Clinton. Il comandante britannico offrì anche un'amnistia a tutti coloro che avessero giurato fedeltà alla Gran Bretagna, mossa che ottenne un ampio successo ma che, combinandosi con un decreto che proclamava come "ribelli" tutti coloro che non avessero prestato tale giuramento, rese anche impossibile per gli abitanti locali di rimanere neutrali; questo, unito al fatto che non fu ristabilito alcun governo civile per la Carolina del Sud occupata, allontanò una grossa parte della popolazione e rallentò gli sforzi britannici per riottenerne la fedeltà.

### Cornwallis prende il comando

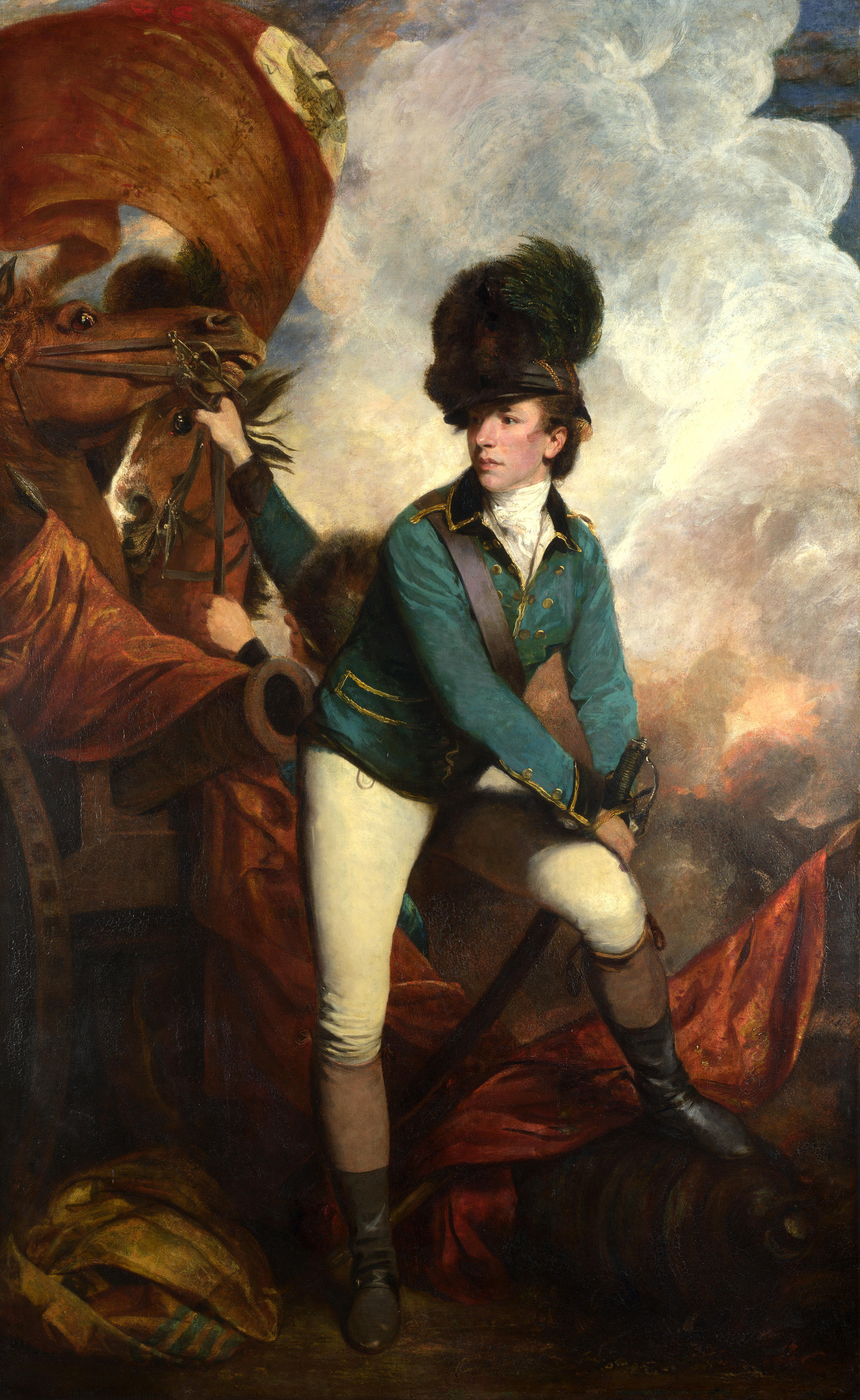
Ritratto di Banastre Tarleton opera di Joshua Reynolds

All'inizio di giugno Clinton rientrò a New York lasciando il generale Charles Cornwallis alla guida delle forze britanniche schierate nel sud; gli ordini per Cornwallis erano di non lasciare la Carolina del Sud sino a quando la colonia non fosse stata completamente pacificata e riportata sotto il controllo britannico. Cornwallis non perse tempo a rintracciare le poche forze regolari americane sopravvissute alla disfatta di Charleston: il 29 maggio un contingente lealista al comando del colonnello Tarleton distrusse nella battaglia di Waxhaws una forza di continentali della Virginia intenta a ritirarsi verso la sua colonia natale; l'episodio si tradusse in un massacro quando i cavalleggeri di Tarleton non offrirono alcun quartiere ai fanti americani che pure si erano arresi, uccidendone più di 260. L'episodio costò a Tarleton la nomea di comandante sanguinario e indignò profondamente i rivoluzionari.
La combinazione delle disfatte di Charleston e Waxhaws scosse profondamente l'animo del Congresso americano, che si affrettò a nominare ai primi di giugno il generale Horatio Gates come nuovo comandante del Dipartimento del sud. C'era poco che Gates potesse fare nell'immediato: Washington si rivelò irremovibile nella sua decisione di tenere il grosso dell'Esercito continentale a fronteggiare i britannici a New York, e poche risorse furono lasciate libere per sostenere la lotta di Gates nel sud. Nonostante la scarsità delle forze a sua disposizione, appena due giorni dopo aver assunto il comando dell'armata meridionale a Hillsborough in Carolina del Nord Gates mosse con decisione in direzione di Camden nell'entroterra della Carolina del Sud, dove era collocata una piccola guarnigione britannica; i motivi di questa mossa sono frutto di congetture: è probabile che Gates cercasse di rinsaldare il morale degli americani e convincere più uomini a unirsi alla milizia riportando una vittoria campale con una mossa a sorpresa contro un nemico distratto, imitando quanto fatto da Washington nella battaglia di Trenton nel 1776. Ad ogni modo, l'azione fu un grave errore: Gates si mosse lentamente lungo regioni già devastate dalla guerra, impiegando due settimane a raggiungere Camden e dando modo a Cornwallis di giungere nella zona con sostanziosi rinforzi; la battaglia di Camden il 16 agosto 1780 si concluse con un'altra grave disfatta per gli americani, che persero 600 uomini oltre a tutta l'artiglieria.

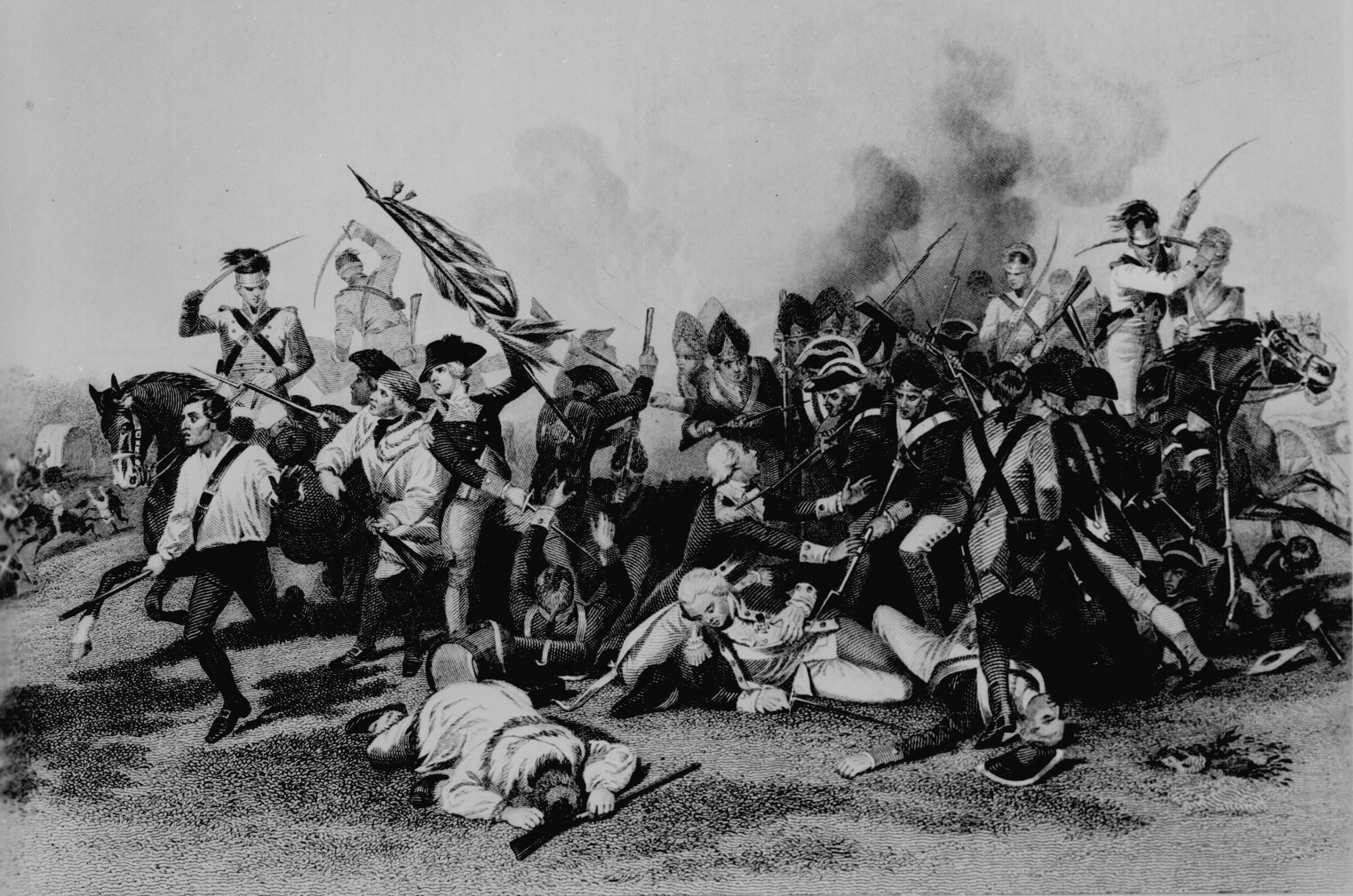
Stampa del XIX secolo raffigurante la battaglia di Camden

Gates fu sospeso dal comando e messo sotto inchiesta, mentre anche Washington dovette finalmente ammettere che l'avanzata britannica nel sud costituiva un pericolo grave per gli Stati Uniti; pur ostinandosi a non voler cedere sostanziosi reparti del suo Esercito continentale, Washington acconsentì infine a nominare alla guida del Dipartimento del sud uno dei suoi migliori generali, Nathanael Greene. Le istruzioni di Washington per Greene erano di fare il possibile per contrastare Cornwallis e in particolare impedirgli di muovere verso nord per ricongiungersi alle forze di Clinton a New York, ma evitando di condurre altre battaglie campali e preferendo piuttosto una strategia di guerriglia.

### Una guerra di guerriglia

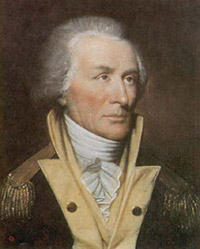
Thomas Sumter, uno dei principali capi della guerriglia americana in Carolina del Sud, in un ritratto del XIX scolo

La situazione si stava rivelando favorevole a questa linea di condotta: se nella prima metà del 1780 le regioni interne della Carolina del Sud si erano rivelate abbastanza indifferenti al destino di Charleston sulla costa, nella seconda metà dell'anno le campagne furono pervase da un esteso movimento di resistenza popolare e guerra partigiana ai danni dei britannici. Non vi fu un'unica causa per questo fenomeno: alcuni impugnarono le armi per difendere le loro proprietà, altri videro nella rivoluzione un modo per allentare la tradizionale influenza dominante esercitata da Charleston sull'intera Carolina, altri ancora aborrirono i proclami di emancipazione degli schiavi promulgati dai britannici; non pochi furono mossi da intenti religiosi (come i presbiteriani di origine irlandese o scozzese, tradizionalmente ostili agli anglicani inglesi), o dal mero desiderio di sfruttare la situazione per impossessarsi delle proprietà di chi militava nel campo opposto. Le azioni delle milizie lealiste, sovente mosse dal desiderio di vendicare le vittorie dei rivoluzionari riportate ai loro danni nella prima parte del conflitto, contribuirono non poco al fenomeno: in forme che non si registrarono altrove durante la guerra d'indipendenza, nel sud si sviluppò una vera e propria guerra civile tra americani e un ciclo di violenze continuamente crescente in intensità.
Bande di guerriglieri variamente organizzate presero a imperversare nelle campagne della Carolina del Sud, attaccando pattuglie britanniche isolate e convogli di rifornimenti per poi trovare rifugio nelle paludi o nei boschi della regione; tra i vari capi partigiani che si misero in luce nel periodo figurarono Francis Marion, Thomas Sumter e Andrew Pickens. Tre mesi dopo la caduta di Charleston, Cornwallis dovette riferire che «l'intera campagna [era] in uno stato di ribellione assoluta»; i tassi di perdite tra le truppe britanniche raggiunsero cifre preoccupanti, con quasi 1 000 caduti registrati nel corso dell'estate del 1780 di cui due terzi ad opera dei partigiani. Cornwallis rispose con misure brutali fino ad allora adottate di rado dai comandanti britannici, facendo incendiare le fattorie dei capi partigiani, impiccando i miliziani catturati e minacciando di giustiziare due rivoluzionari per ogni lealista ucciso; le milizie lealiste del colonnello Tarleton e del maggiore Patrick Ferguson furono sovente impegnate in brutali azioni di rappresaglia contro gli attacchi dei guerriglieri, uccidendo e saccheggiando.

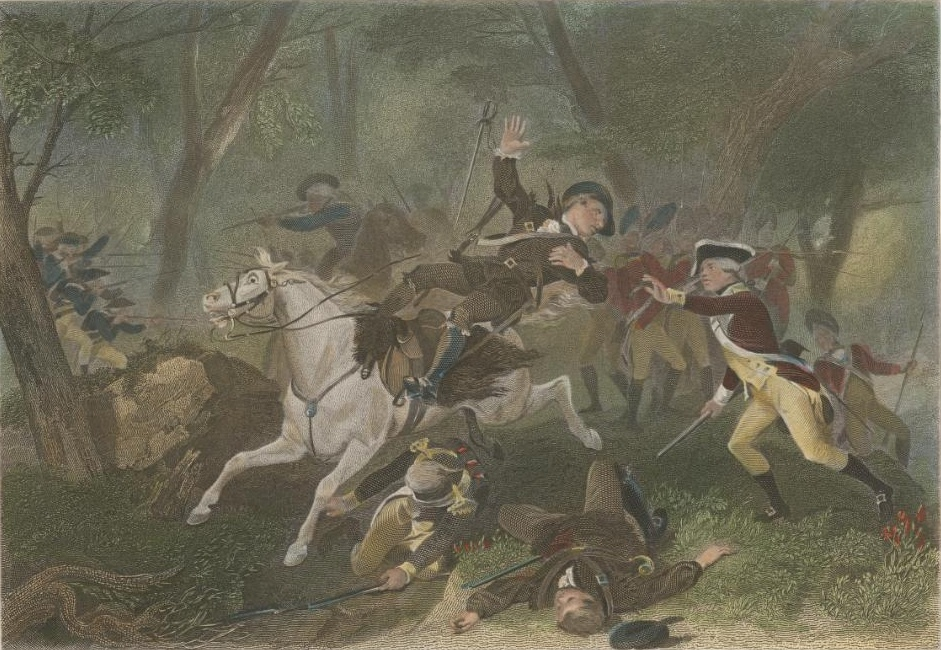
La morte di Ferguson a King's Mountain in un quadro del XIX secolo

Nel tentativo di soffocare la ribellione della Carolina del Sud isolando il paese e tagliando le sue rotte di rifornimento, nel settembre 1780 Cornwallis contravvenne alle istruzioni di Clinton e mosse la sua armata alla volta della Carolina del Nord; il maggiore Ferguson fu inviato con la sua milizia a reclutare altri lealisti nelle regioni dell'interno lungo la frontiera occidentale, mentre il generale Alexander Leslie compiva una serie di incursioni anfibie nella regione della Baia di Chesapeake per impedire alla milizia della Virginia di muovere in aiuto verso sud. La prima fase della spedizione si svolse bene: mentre Leslie occupava Newport News, Portsmouth e Hampton in Virginia, Cornwallis prese senza troppa difficoltà l'importante città di Charlotte in Carolina del Nord, dove sostò in attesa dei rinforzi che doveva portargli Ferguson. Le due forze non si ricongiunsero mai: braccata dalle bande di miliziani ribelli, l'unità di Ferguson fu messa con le spalle al muro e quasi completamente massacrata nella battaglia di King's Mountain il 7 ottobre, nel corso della quale lo stesso Ferguson fu ucciso. La distruzione della forza di Ferguson soffocò il reclutamento dei lealisti nel sud e rinsaldò il morale dei rivoluzionari.

## La campagna di Yorktown e la fine, 1781-1783

### Greene contro Cornwallis

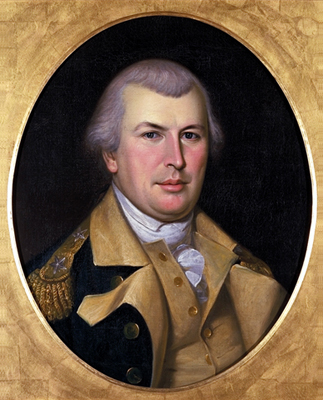
Ritratto di Nathanael Greene opera di Charles Willson Peale

Mentre Cornwallis muoveva sulla Carolina del Nord, Greene assunse il comando di quanto restava delle forze regolari americane schierate nel sud. Greene sperava che grossi aiuti potessero giungere dalla Virginia, ma ai primi di gennaio 1781 una nuova spedizione anfibia britannica devastò la regione: agli ordini del generale Benedict Arnold, un ex ufficiale dell'Esercito continentale che aveva disertato a favore dei britannici, unità lealiste presero e saccheggiarono la capitale coloniale di Richmond, prima di rientrare alla base di Portsmouth.
Greene si rivolse quindi ai guerriglieri della Carolina del Sud, dividendo le sue sparute forze in due contingenti (uno sotto il suo comando e uno sotto il generale Daniel Morgan) e lanciando un'invasione della Carolina del Sud orientale dove sperava di radunare ulteriori uomini della milizia locale; Cornwallis, che dopo aver appreso della disfatta di Kings Mountain aveva lasciato la Carolina del Nord per rientrare a Winnsboro nella Carolina del Sud, cercò di sfruttare l'occasione per battere separatamente le due armate americane. Dapprima Cornwallis si concentrò sulle forze di Morgan, distaccando un contingente sotto il colonnello Tarleton per avanzare lungo entrambe le rive del fiume Broad; Morgan si ritirò rapidamente alla ricerca di un buon punto dove dare battaglia alle unità di Tarleton, attestandosi infine su una collina nei dintorni del villaggio di Cowpens. Il 17 gennaio 1781 la battaglia di Cowpens, uno degli scontri più cruenti di tutta la guerra, si concluse con una decisiva vittoria americana, con le forze di Tarleton che finirono quasi completamente annientate.
Cowpens costò a Cornwallis la perdita di un sesto del suo esercito, e ora le due forze di Greene quasi lo eguagliavano in numero. Il britannico si lanciò subito all'inseguimento di Morgan per impedirgli di ricongiungersi a Greene, ma Morgan rifiutò lo scontro e si ritirò verso nord; le due forze si tallonarono per giorni, ma ai primi di febbraio Morgan si riunì con successo a Greene. Inseguita da Cornwallis l'armata congiunta di Greene si ritirò ancora, portandosi il 17 febbraio oltre il fiume Dan in Virginia; Cornwallis, che pure era riuscito a ridurre il distacco tra le due armate a poche miglia, decise di non inseguire ulteriormente il nemico e ritirò la sua stanca armata verso Hillsborough. Dopo aver sostato dieci giorni in Virginia riorganizzandosi e rafforzandosi, Greene ripassò il Dan e rientrò in Carolina del Nord; l'intenzione di Greene era quella di ostacolare il reclutamento di milizie lealiste da parte di Cornwallis e flagellare i suoi convogli di rifornimenti con attacchi di partigiani e cavalleggeri, e una violenta azione fu combattuta il 25 febbraio quando una forza lealista sotto il comandante John Pyle fu sorpresa e annientata dalla cavalleria americana in quello che divenne noto come "massacro di Pyle".

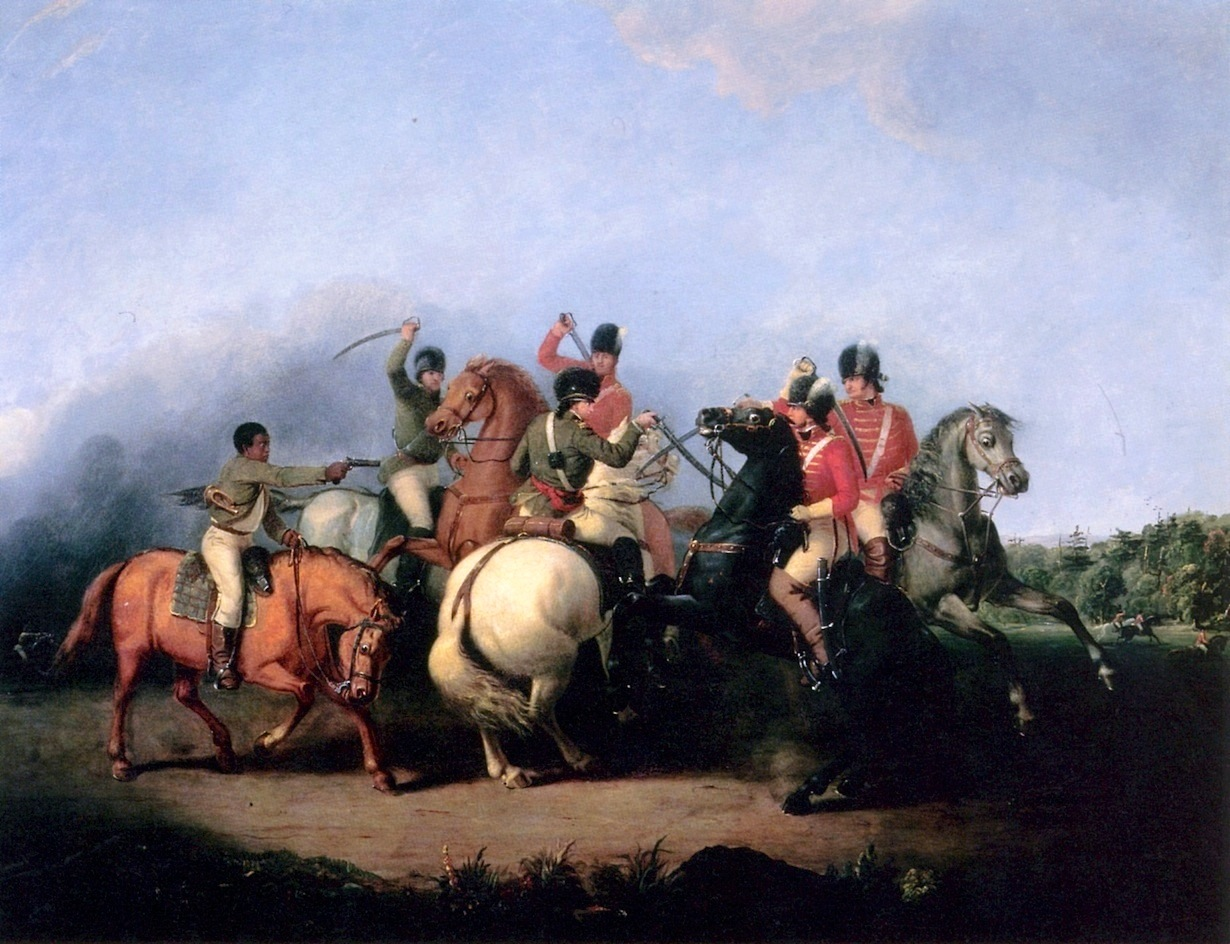
Cavalieri americani e britannici si affrontano a Cowpens in un quadro del XIX secolo

Corwallis lasciò quindi la sua base di Hillsborough per dare la caccia a Greene, che si ritirò per due settimane prima di attestarsi per dare battaglia a Guilford Court House (in Carolina del Nord nei pressi dell'odierna Greensboro) dopo aver radunato vasti contingenti della milizia. La battaglia di Guilford Court House il 15 marzo fu uno scontro duro, combattuto per quasi tutta la giornata con frequenti combattimenti corpo a corpo; alla fine Greene fu costretto a ritirarsi, ma l'azione fu più che altro una vittoria di Pirro per i britannici che riportarono il doppio delle perdite degli americani. Il tasso di usura delle forze di Cornwallis raggiunse cifre spaventose: da quando il generale aveva assunto il comando nel giugno 1780, circa metà degli uomini ai suoi ordini era caduta in combattimento.

### Cornwallis marcia sulla Virginia
Le buone notizie provenienti dal fronte meridionale spinsero Washington a riconsiderare la sua strategia che minimizzava l'importanza del sud a favore del settore di New York. In marzo Washington inviò in Virginia un piccolo distaccamento dei suoi continentali agli ordini del generale Gilbert du Motier de La Fayette, con il compito di contrastare i lealisti di Arnold trincerati a Portsmouth; Washington ottenne anche il supporto di uno squadrone navale francese, essenziale per bloccare ai britannici la via di fuga dal mare, ma questo incappò in una formazione della Royal Navy all'imboccatura della Baia di Chesapeake e dopo un'inconcludente scontro il 16 marzo si ritirò.
Nel frattempo, Cornwallis era incerto sul da farsi. Dopo essere rimasto tre giorni nella zona di Guilford Court House, il britannico condusse la sua stanca armata a Wilmington sulla costa, dove sostò per un mese a riorganizzarsi; la campagna nell'entroterra delle Carolina si era rivelata fallimentare, la regione era lontana dall'essere pacificata e i ranghi della sua armata erano quantomai ridotti. Tuttavia, la presenza delle forze britanniche lungo la costa della Virginia offriva altre prospettive strategiche: il 26 marzo una seconda armata britannica sotto il generale William Phillips si era unita ai lealisti di Arnold già presenti a Portshmouth, iniziando subito una campagna di incursioni anfibie lungo i fiumi Potomac e James; la milizia della Virginia subì una dura sconfitta ad opera di Phillips nella battaglia di Blandford il 25 aprile, lasciando buona parte della colonia esposta alle incursioni britanniche.
L'apparente situazione favorevole in Virginia spinse Cornwallis a decidere di portare la sua armata nella regione; se si fosse ricongiunto con le forze di Phillips e Arnold, avrebbe potuto mettere assieme un'armata considerevole con cui sottomettere la Virginia, una delle colonie più ricche e importanti, tagliare le linee di rifornimento delle unità americane stanziate nel sud e soffocare la resistenza nelle Caroline. Cornwallis si mise in marcia ai primi di maggio, e a causa della lentezza delle comunicazioni la notizia non raggiunse Clinton a New York se non alla fine del mese; la mossa di Cornwallis contravveniva alle istruzioni di non lasciare la Carolina del Sud finché la regione non fosse stata completamente pacificata, ma Clinton non prese alcun provvedimento e lasciò Cornwallis libero di agire.
Greene sperò che l'armata britannica uscita da Wilmington fosse nuovamente diretta verso l'entroterra della Carolina del Nord, dove poteva attirarla in una nuova battaglia su un terreno di sua scelta, ma quando Cornwallis piegò verso nord diretto in Virginia l'americano decise di non inseguirlo; Greene diresse piuttosto a meridione verso la Carolina del Sud, dove Cornwallis aveva lasciato una serie di piccole guarnigioni sparpagliate in ogni dove e una ridotta armata agli ordini del generale Francis Rawdon-Hastings, obiettivi facili per le unità di Greene. Il 25 aprile Greene affrontò le forze di Rawdon nella battaglia di Hobkirk's Hill, subendo però una sconfitta; in inferiorità numerica, Rawdon si ritirò però su Charleston lasciando Greene libero di assediare e sottomettere uno dopo l'altro i fortini tenuti dai britannici nell'entroterra della Carolina del Sud, spingendosi fino a liberare la città di Augusta in Georgia ai primi di giugno. Il colonnello Alexander Stewart, successore di Rawdon che fu rimpatriato per malattia, tentò un contrattacco alla fine di agosto, ma la battaglia di Eutaw Springs l'8 settembre si rivelò l'ennesima vittoria di Pirro per i britannici, le cui conquiste si ridussero in pratica alle sole piazzeforti di Savannah e Charleston.

### Yorktown

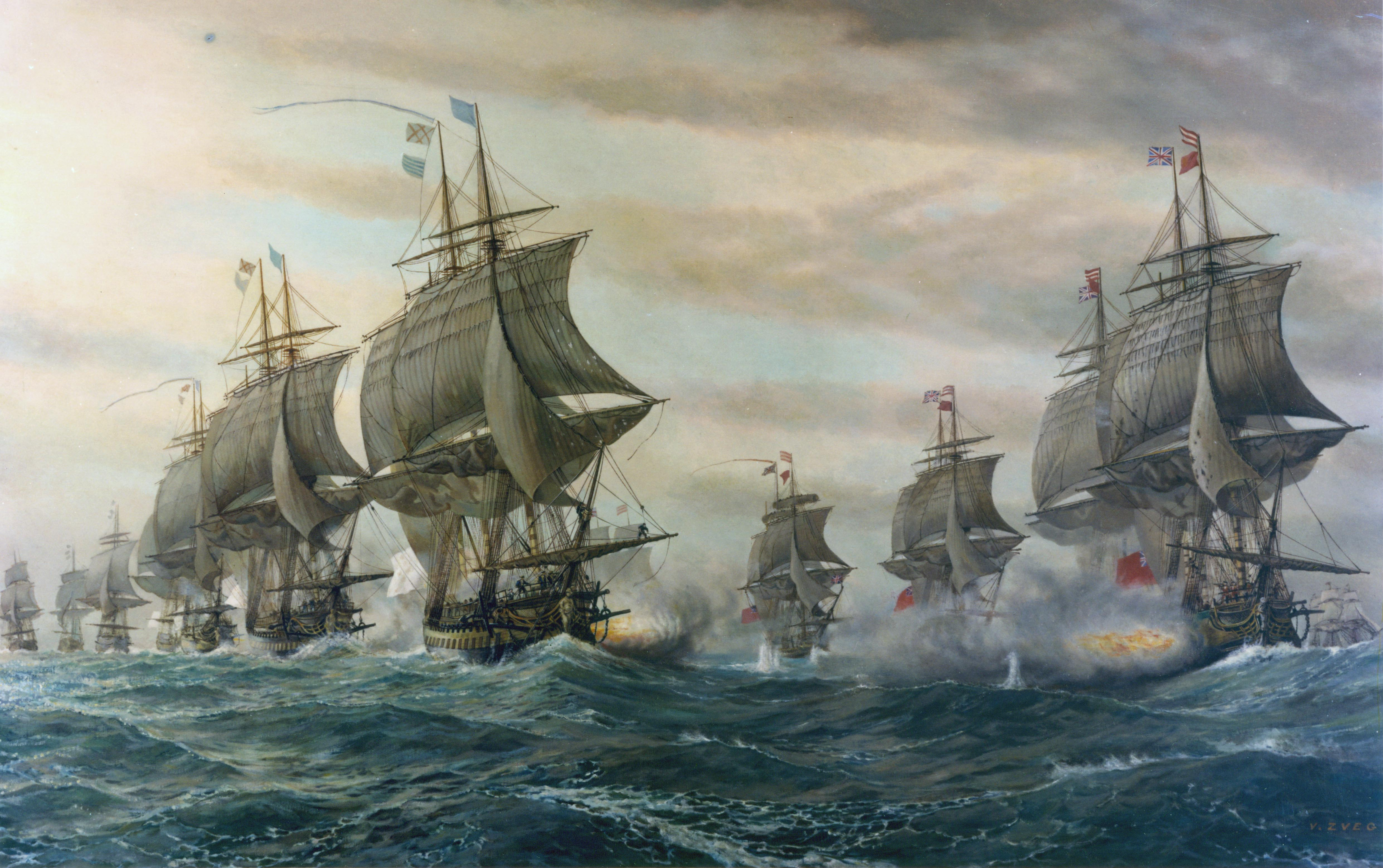
Le navi francesi (a sinistra) e britanniche si affrontanno nella battaglia di Chesapeake in un quadro del XX secolo

Mentre Greene procedeva a liberare la Carolina del Sud, Cornwallis aveva condotto la sua armata in Virginia e il 20 maggio si ricongiunse a Petersburg con le forze di Phillips e Arnold, di cui assunse il comando. Le uniche unità in grado di opporsi ai britannici in Virginia erano quelle della piccola forza di continentali guidata da La Fayette, cui Cornwallis diede subito la caccia; in inferiorità numerica di due a uno nei confronti dei britannici, La Fayette rifiutò lo scontro e si ritirò nell'interno. Dopo sei giorni di inutile inseguimento, Cornwallis cambiò tattica e inviò colonne di truppe veloci a saccheggiare i depositi di rifornimento e i magazzini di beni da esportazione nelle zone occidentali e meridionali della Virginia, lasciate indifese dalla ritirata dei continentali; la razzia diede ampi frutti, e un contingente di cavalleggeri di Tarleton arrivò molto vicino a catturare il governatore Thomas Jefferson a Charlottesville. Nonostante fosse stato raggiunto da un altro contingente di continentali sotto il generale Anthony Wayne, vi era poco che La Fayette potesse fare per impedire queste incursioni: il 6 luglio, nel corso della battaglia di Green Spring, la piccola forza americana sfuggì di poco alla distruzione dopo essere caduta in un'imboscata tesale dalle forze di Cornwallis.
All'inizio di agosto, Cornwallis richiamò le unità distaccate per le incursioni nell'interno e fece marcia per la costa; il generale britannico stabilì quindi la sua base di operazioni presso la cittadina di Yorktown, in una posizione apparentemente facile da difendere sulla penisola che divideva le foci dei fiumi York e James all'interno della quale si trincerò. Una volta a Yorktown Cornwallis rimase sostanzialmente inattivo, una condizione probabilmente causata dalla serie di ordini contraddittori che gli arrivò da Clinton: il comandante in capo ordinò al suo sottoposto, in un arco di 25 giorni, prima di condurre i suoi uomini a Filadelfia, poi di rimanere in Virginia inviando però per mare un grosso contingente a New York, e poi infine di attestarsi a Yorktown con tutta la sua armata e di proteggere una base accessibile ai vascelli della Royal Navy. Conrwallis alla fine obbedì a quest'ultimo ordine e rimase fermo a Yorktown.

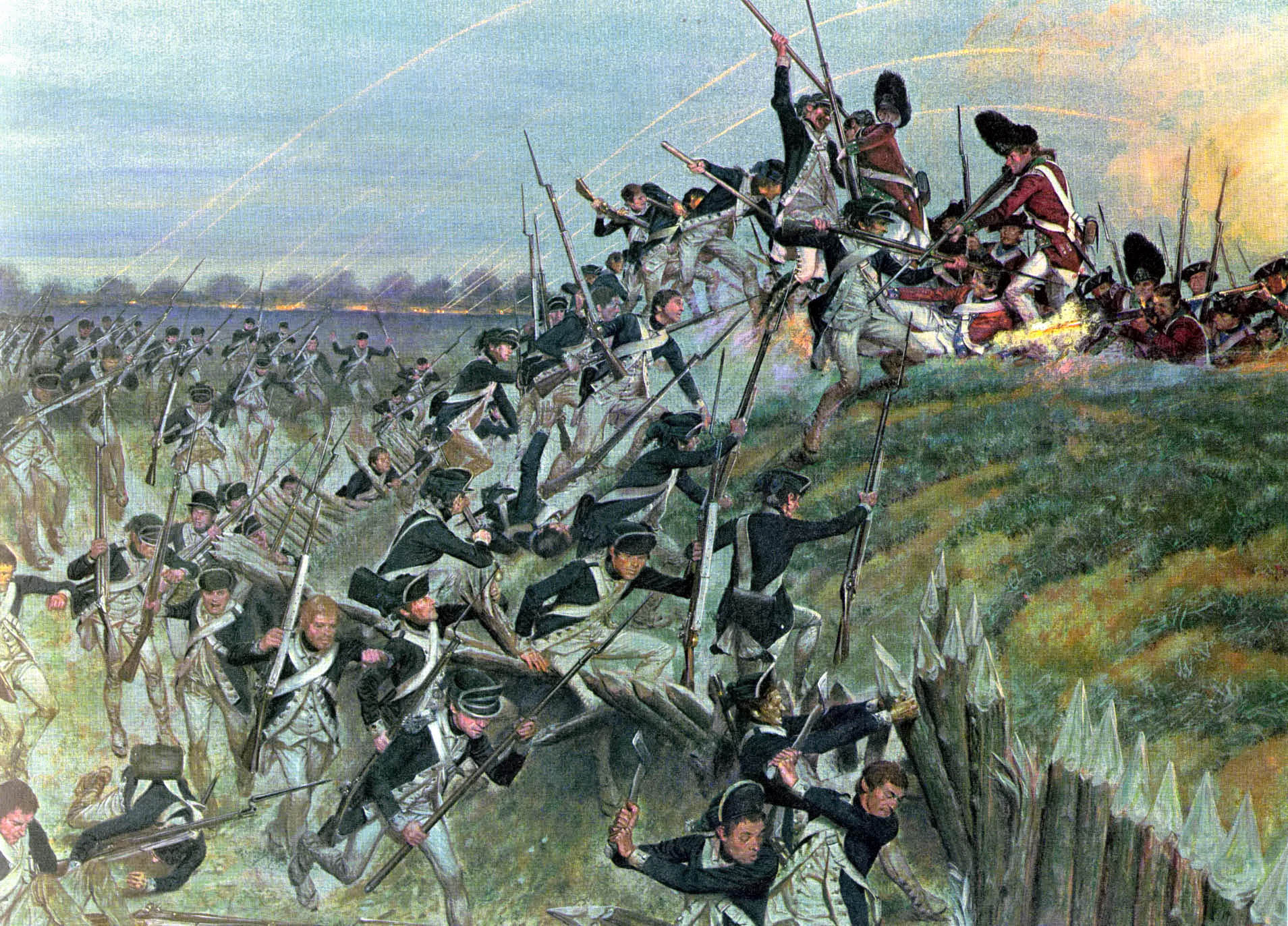
Gli americani assaltano le difese di Yorktown in una illustrazione del XX secolo

Grossi sviluppi stavano intanto avendo luogo nel campo americano. In luglio alle forze di Washington nel nord si unì un'armata francese comandata dal generale Jean-Baptiste Donatien de Vimeur de Rochambeau, il quale riferì anche che una grossa flotta sotto l'ammiraglio François Joseph Paul de Grasse proveniente dai Caraibi era di prossimo arrivo nelle acque americane. Benché Washington non volesse rinunciare al suo antico proposito di attaccare New York, dopo lungo negoziare si lasciò infine convincere dai suoi alleati francesi a intraprendere una campagna in Virginia contro le forze di Cornwallis attestate a Yorktown; il 14 agosto l'armata congiunta franco-americana si mise quindi in marcia verso sud attraverso il New Jersey e la Pennsylvania, dopo aver lasciato indietro vari camuffamenti per ingannare i ricognitori di Clinton a New York.
Il 5 settembre la flotta francese di de Grasse affrontò le unità della Royal Navy guidate da Thomas Graves nella battaglia di Chesapeake: benché lo scontro in sé non fosse un gran successo tattico per i francesi, si rivelò invece una vittoria strategica di capitale importanza per gli alleati in quanto Graves dovette ritirare le sue forze per riparare i danni subiti e abbandonare in mani nemiche la baia di Chesapeake; l'armata di Cornwallis a Yorktown si ritrovò così tagliata fuori dalla sua principale linea di rifornimento. A partire dal 28 settembre l'armata alleata bloccò Yorktown anche dal lato della terra, e l'assedio della piazzaforte ebbe inizio; sottoposto a incessanti bombardamenti e con parte delle sue difese avanzate espugnate in assalti dei franco-americani, il 19 ottobre Cornwallis offrì la resa della sua armata: più di 8 000 soldati britannici caddero prigionieri degli alleati insieme al loro comandante.
Yorktown decise l'esito della guerra. L'unica armata rimasta ai britannici in America era quella di Clinton, demoralizzata e paralizzata a New York, con solo altre guarnigioni tagliate fuori e isolate nelle piazzeforti di Charleston e Savannah. Mentre il nuovo governo britannico avviava negoziati di pace con gli americani a Parigi a partire dall'aprile 1782, la guerra nel sud si trascinò stancamente ancora per alcuni mesi, con scaramucce tra gli americani intenti ad assediare le piazzeforti nemiche e i britannici che inviavano spedizioni per reperire vettovaglie; lo scontro più significativo di questo periodo fu la battaglia di Combahee River il 27 agosto 1782, nei pressi di Beaufort. La firma di un armistizio il 30 novembre 1782 pose fine anche a questi ultimi scontri; i britannici evacuarono Charleston e Savannah poco dopo, e la firma del trattato di Parigi il 3 settembre 1783 mise ufficialmente termine alla guerra e sancì la piena indipendenza degli Stati Uniti d'America.